# Kristof
Kristof (auch Kristóf) ist eine Variante des Vornamens Christoph und wird gelegentlich auch als Familienname genutzt.

## Herkunft und Bedeutung
Der Name ist vor allem im niederländischen Sprachraum Belgiens sowie den Niederlanden anzutreffen und zunehmend auch im deutschen Sprachraum populär. Kristóf (mit Akzent) ist die ungarische Variante von Christoph. 

## Namensträger

### Vorname

#### Kristof
- Kristof van Assche (* 1973), belgischer Stadtplaner
- Kristof Cleeren (* 1974), belgischer Springreiter
- Kristof De Zutter (* 1982), belgischer Radrennfahrer
- Kristof Goddaert (1986–2014), belgischer Radrennfahrer
- Kristof Hopp (* 1978), deutscher Badmintonspieler
- Kristof Klöckner (* 1956), deutscher Informatiker
- Kristof Konrad (* 1962), polnisch-US-amerikanischer Schauspieler und Synchronsprecher
- Kristof Magnusson (* 1976), isländisch-deutscher Schriftsteller und Übersetzer
- Kristof Schreuf (1963–2022), deutscher Musiker und Journalist
- Kristof Schwarz (* 1987), deutscher Basketballspieler
- Kristof Van Boven (* 1981), belgischer Theaterschauspieler
- Kristof Vandewalle (* 1985), belgischer Radrennfahrer
- Kristof Van Hout (* 1987), belgischer Fußballtorwart
- Kristof Vliegen (* 1982), belgischer Tennisspieler
- Kristof Vizvary (* 1983), österreichischer Handballspieler
- Kristof Wilke (* 1985), deutscher Riemenruderer

#### Kristóf
- Kristóf Bálint (* 1965), deutscher evangelischer Theologe
- Kristóf Bacsó (* 1976), ungarischer Jazzmusiker (Alt-, Sopran- und Tenorsaxophon, Komposition)
- Kristóf Horváth (* 1977), ungarischer Badmintonspieler
- Kristóf Nyíri (* 1944), ungarischer Philosoph und Pädagoge
- Kristóf Rasovszky (* 1997), ungarischer Schwimmer, zweifacher Weltmeister im Freiwasserschwimmen
- Kristóf Szabó (* 1968), ungarischer Mixed-Media-Künstler, Regisseur und Choreograf

### Familienname

#### Kristof
- Nicholas D. Kristof (* 1959), US-amerikanischer Schriftsteller und Publizist
- Nicolas Kristof (* 1999), österreichisch-deutscher Fußballspieler

#### Kristóf
- Ágota Kristóf (1935–2011), ungarisch-schweizerische Schriftstellerin
- István Kristóf (1912–1979), ungarischer Politiker der Ungarischen Sozialistischen Arbeiterpartei

## Weitere Varianten
- Krištof
- Kryštof
- Kristoff
- Krzysztof
- Christof
- Christov
- Christoff
- Christow
- Christophe